# 儋州机场
儋州机场为中华人民共和国海南省儋州市的一座规划中的民用机场，位于海南省临高县加来镇，机场已列入中国民用航空总局《全国民用机场布局规划》。

## 概况
2013年，民航中南管理局组织召开儋州机场选址报告初审会，会议原则通过了选址报告，并推荐了首选场址。2014年海南省发展改革委员会发函征求军方意见，此后多次致函军方请求支持建设。但由于儋州机场的首选场址梅花岭场址，距离加来军用机场直线距离只有36公里，对加来机场的军航飞行存在较大影响，因此军方并未出具支持性意见。
2020年，儋州机场改为在临高加来机场基础上扩建为军民合用机场：在现有军用跑道东侧新建3200*45m机场跑道，2.85万平方米航站楼，12个机位和机务维修等设施，占地面积4500亩。可满足2035年旅客吞吐量200万人次，货邮吞吐量7000吨的需求。在2022年公示的《儋州市国土空间总体规划》，进一步确定了军民合用方案。